# Municipio de Summit (condado de Chautauqua)
El municipio de Summit (en inglés: Summit Township) es un municipio ubicado en el condado de Chautauqua en el estado estadounidense de Kansas. En el año 2010 tenía una población de 78 habitantes y una densidad poblacional de 0,54 personas por km².

## Geografía
El municipio de Summit se encuentra ubicado en las coordenadas 37°9′9″N 96°18′17″O / 37.15250, -96.30472. Según la Oficina del Censo de los Estados Unidos, el municipio tiene una superficie total de 145.02 km², de la cual 143,99 km² corresponden a tierra firme y (0,71 %) 1,02 km² es agua.

## Demografía
Según el censo de 2010, había 78 personas residiendo en el municipio de Summit. La densidad de población era de 0,54 hab./km². De los 78 habitantes, el municipio de Summit estaba compuesto por el 96,15 % blancos, el 1,28 % eran amerindios y el 2,56 % eran de una mezcla de razas. Del total de la población el 0 % eran hispanos o latinos de cualquier raza.